# Благовест Пунев
Благовест Пунев е български юрист, върховен и конституционен съдия. 

## Биография
Роден е на 23 юни 1948 г в град Пещера. Започва да учи право през 1967 г. От 1990 г. е съдия във Върховния съд. От 2006 г. до 2015 г. е съдия в Конституционния съд. През 2017 г. става председател на Арбитражния съд при Българската търговско-промишлена палата.
Умира на 25 ноември 2024 г.